# Aspidiophorus polonicus
Aspidiophorus polonicus is een buikharige uit de familie Chaetonotidae. Het dier komt uit het geslacht Aspidiophorus. Aspidiophorus polonicus werd in 1981 voor het eerst wetenschappelijk beschreven door Kisielewski. 